# Chroniques de Skibby

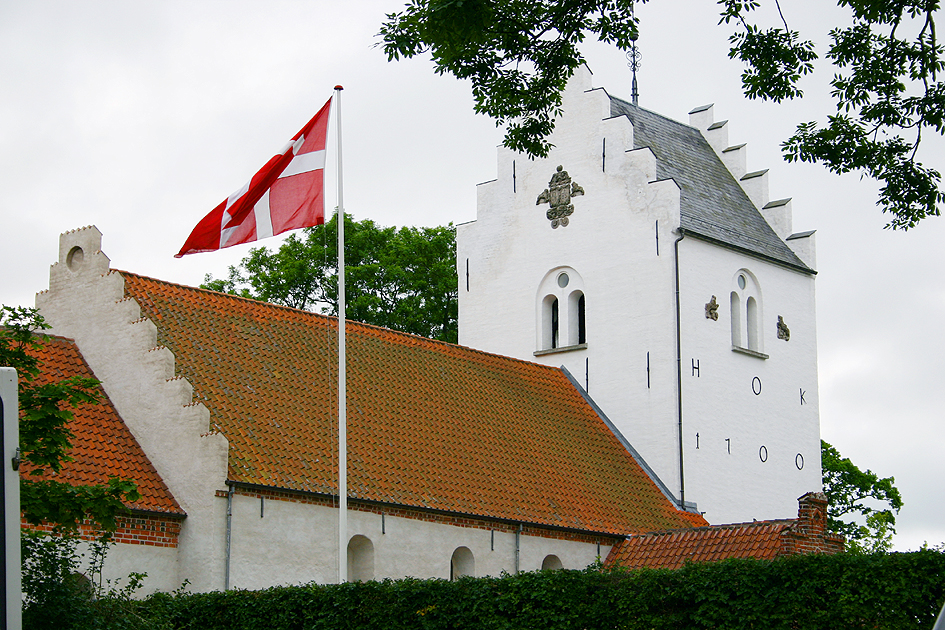
Église de Skibby

Les Chroniques de Skibby (en danois : Skibbykrøniken) est une chronique danoise écrite en latin et datant des années 1530. Le manuscrit original a été retrouvé en 1650, muré derrière l'autel de l'église de Skibby (Skibby Kirke). Il a été imprimé en latin 1773 et traduit en danois en 1890-1891,. 

## Histoire
Le manuscrit a été trouvé dans l'église de Skibby au nord de la Zélande, au Danemark. Il est anonyme mais, selon de nombreux historiens, l'auteur était l'humaniste et historien Poul Helgesen (latin : Paulus Helie). L'œuvre couvre la période 1047-1534, mais la partie principale porte sur les événements ayant eu lieu sous les règnes des rois Christian II et Frédéric Ier,,. 
L'œuvre est une description parfois très personnelle de l'histoire danoise des dernières décennies du catholicisme romain, marquée par la sympathie et surtout l'antipathie de l'auteur envers les hommes politiques de cette époque. En particulier, son portrait de Christian II est très subjectif, biaisé par la vision négative de l'auteur envers la politique anti-aristocratique du roi et son usage de la violence. Frédéric Ier, considéré par Helgesen comme un traître à la cause catholique romaine, est également décrit de façon particulièrement négative. L’œuvre se termine brusquement pendant la guerre du comte (1534-1536), peut-être à cause de la mort d'Helgesen vers 1534. 
L’œuvre s'apparente beaucoup à des annales, ce qui signifie que des événements sans importance sont souvent mentionnés aux côtés d'événements majeurs - des décès parmi le clergé local alternant avec des batailles et des guerres - mais elle contient souvent des éléments précieux pour les historiens. Par exemple, la lettre de plainte formulée par les des nobles contre Christian II est incluse. 
En général, l’œuvre reflète l'amertume, la tristesse et la frustration ressenties par l'auteur à cause des événements qu'il décrit. Son tempérament et ses blessures personnelles transpirent souvent dans le texte, révélant un homme qui était profondément engagé. Sa haine envers les agitateurs protestants est tout aussi franche que son mépris et son indignation envers les derniers évêques catholiques romains et leur comportement. Malgré cette subjectivité, l’œuvre donne une image intéressante du Danemark d'avant la Réforme, vu à travers les yeux d'un catholique réformé désabusé. 